# Naja siamensis
Il cobra sputatore indo-cinese (Naja siamensis , Laurenti, 1768) è una specie di cobra che fa parte della famiglia degli Elapidi e che vive nel Sudest Asiatico.

## Descrizione
Il  Naja siamensis ha una lunghezza che va da 1,2 a 1,6 m, e un colore del corpo molto variabile, che va dal grigio al nero, passando per il marrone.

## Distribuzione e habitat
L'areale di questo cobra è l'Asia sud-orientale, dove vive soprattutto in zone collinari e pianeggianti.

## Alimentazione
Si nutre principalmente di roditori, uccelli e piccoli rettili.